# Lepocreadium areolatum
Lepocreadium areolatum är en plattmaskart. Lepocreadium areolatum ingår i släktet Lepocreadium och familjen Lepocreadiidae. Inga underarter finns listade i Catalogue of Life.